# 城中街道 (柳州市)
城中街道，是中华人民共和国广西壮族自治区柳州市城中区下辖的一个乡镇级行政单位。

## 行政区划
城中街道下辖以下地区：
龙城社区、五星社区和东门社区。